# Onychogomphus vadoni
Onychogomphus vadoni là loài chuồn chuồn trong họ Gomphidae. Loài này được Paulian mô tả khoa học đầu tiên năm 1961.